# Dominique Sopo
Dominique Sopo, né le 30 juillet 1976 à Valenciennes, est un enseignant et ancien militant du Parti socialiste. Il est président de SOS Racisme de 2003 à 2012, puis à nouveau depuis 2014.

## Biographie

### Enfance et études
Dominique Sopo est né à Valenciennes d'une mère native du Nord, Bernadette Sopo, une institutrice, maire (PS) de La Sentinelle jusqu'en 2020, et d’un père d'origine togolaise, Sanlaguidja Sopo, un agent de maîtrise de l'industrie automobile, naturalisé français en 1993.
Il réalise toute sa scolarité jusqu'au baccalauréat à Valenciennes, puis se rend à Paris pour suivre des études de sciences politiques à l'IEP de Paris, dont il sort diplômé en 1997. Il réalise également des études d’économie à l'université Paris I Panthéon-Sorbonne, où il obtient un DEA d'épistémologie économique.
En 2003, il est reçu à l'agrégation de sciences économiques et sociales. Il enseigne les sciences économiques et sociales au lycée Claude-Monet, à Paris, dans le 13e arrondissement.

### Militantisme
Dominique Sopo commence à s’investir dans des associations en 1995-1996 par du syndicalisme étudiant au sein de l’UNEF-ID, dont il est le responsable pour la région parisienne en 1998-1999. Il devient l'attaché parlementaire de Julien Dray. Il adhère au Mouvement des jeunes socialistes à la même époque et à SOS Racisme en 1996. Il s'investit davantage dans l'association trois ans plus tard quand Malek Boutih devient président.
En juin 2003, il est nommé président de SOS Racisme. Cette nomination provoque une séparation d'une dizaine de comités de l'organisation-mère, ces comités déplorant l'arrivée à leur tête de Sopo, considéré « inconnu jusqu'alors à SOS Racisme » et « une figure du MJS ».
Le 4 octobre 2006, Dominique Sopo accepte, avec Patrick Gaubert, président de la Ligue internationale contre le racisme et l'antisémitisme, une « mission de médiation » dans l'affaire des expulsés de Cachan.
En 2007, il est — aux côtés notamment d'Élisabeth Badinter, François Hollande, Antoine Sfeir, François Bayrou… — l'un des témoins au « procès des caricatures » intenté contre Charlie Hebdo par plusieurs organisations religieuses. Il prend la défense de la publication des caricatures de Mahomet au nom de la liberté d'expression et du droit à la satire.
Il a été, avec SOS Racisme, un des initiateurs de la création, en février 2005, du Collectif Urgence Darfour, ce qui le mène, au cours de la campagne présidentielle de 2007, à être un des initiateurs, à la Mutualité, d'un meeting d'interpellation publique des candidats quant à leur politique à l'égard du conflit au Darfour.

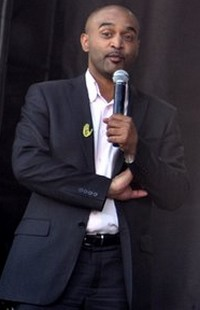
Dominique Sopo le 14 juillet 2011, au concert pour l'égalité organisé par SOS Racisme.

Durant cette campagne présidentielle, il publie Le Manifeste pour l'égalité qui se veut une série de propositions visant à rétablir l'égalité mise à mal par les logiques de ghettoïsation et de discriminations. Quelques mois après l'élection de Nicolas Sarkozy à la présidence de la République, il rédige la pétition « Touche pas à mon ADN » pour contester l'amendement Mariani visant à instaurer des tests ADN dans le cadre du regroupement familial. Cette pétition est publiée en collaboration avec Charlie Hebdo et Libération[source insuffisante]. Elle réunit 316 486 signatures et débouche sur un meeting-concert au Zénith, en présence de nombreuses personnalités politiques, artistiques, dont Isabelle Adjani, Renaud ou encore Bénabar.
En décembre 2009, dans le cadre de l'enquête sur des mouvements de fonds suspects sur les comptes du député Julien Dray, ce dernier, Dominique Sopo et six autres personnes font l'objet d'un rappel à la loi.
En tant que directeur de publication du site internet de SOS Racisme, Dominique Sopo est poursuivi par Marine Le Pen pour diffamation à la suite d'un communiqué de presse de l'association en date du 28 janvier 2012 qui accusait la présidente du FN d'avoir participé à un « bal immonde » en Autriche coïncidant « avec le 67e anniversaire de la libération du camp d'extermination d'Auschwitz ». Après une condamnation en première instance, il est relaxé par la Cour d'appel de Paris en janvier 2016. En mars 2017, Marine Le Pen voit son pourvoi rejeté par la Cour de cassation, qui condamne la présidente du FN à verser au président de SOS Racisme 2000 euros au titre des frais irrépétibles[réf. nécessaire].
Après s'être retiré de la présidence de SOS Racisme en 2012, il revient à la tête de l'association le 16 juin 2014.

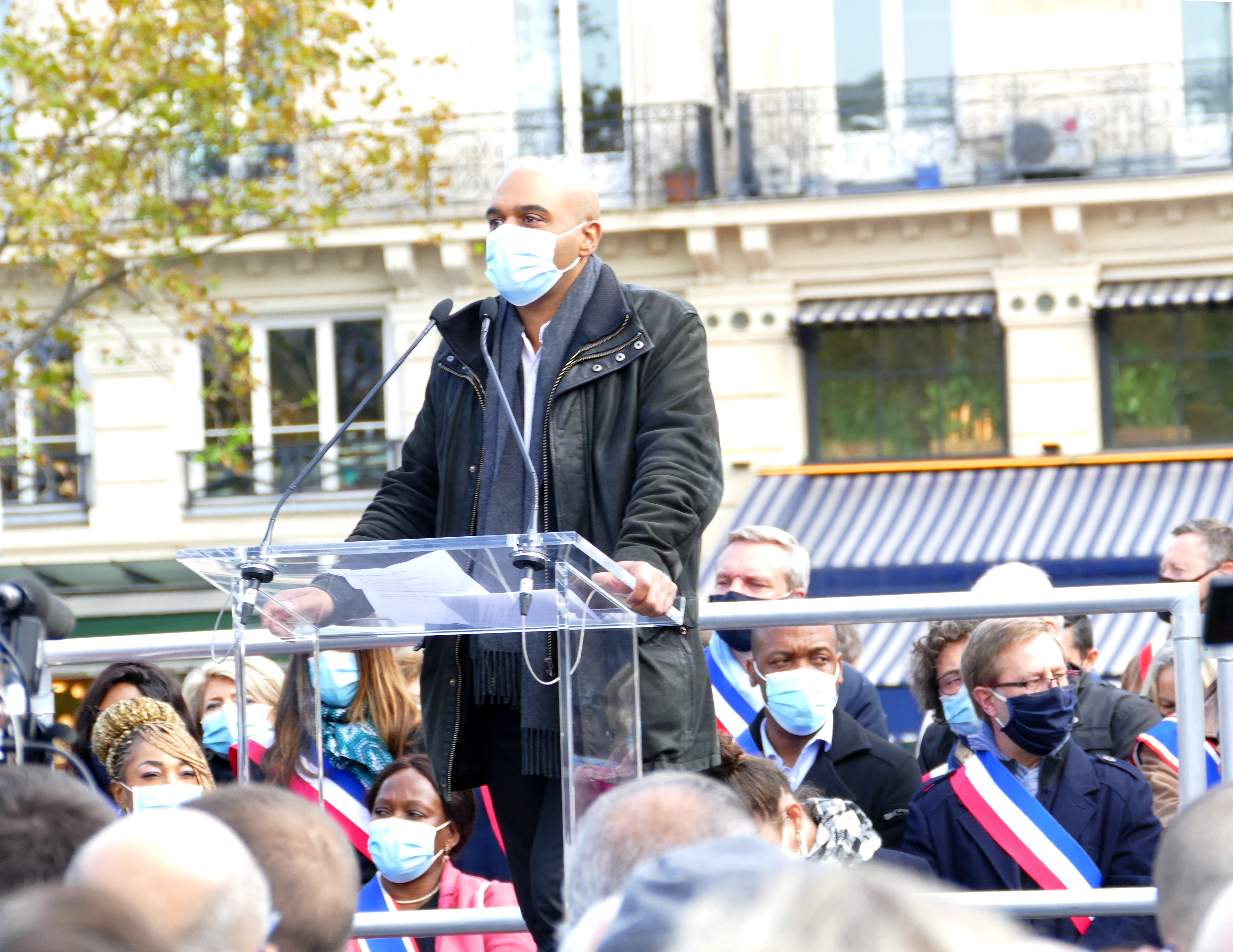
Dominique Sopo, le 18 octobre 2020, lors du rassemblement en hommage à Samuel Paty, place de la République à Paris.

## Poursuites judiciaires

### Affaire en cours
En 2020, il déclare sur Twitter que la comparaison entre le haut-fonctionnaire d'origine égyptienne Jean Messiha et un chameau est insultante pour les chameaux,. La députée Laetitia Avia de La République en marche « aime » le message de Dominique Sopo. Marine Le Pen et des cadres du RN condamnent ce tweet qu'ils jugent raciste, Julien Aubert des Républicains juge que les propos sont « gravissimes ». Libération considère en revanche que cette comparaison relayée par Dominique Sopo n'aurait par exemple rien à voir avec « celles qui faisaient de Christiane Taubira une guenon », mais qu'il s'agirait « tout simplement d’une (basse) attaque sur le physique, inutilement blessante mais pas raciste pour autant ». Jean-Michel Aphatie estime que si Dominique Sopo n'est pas renvoyé, SOS Racisme devra expliquer le sens donné au mot racisme. Éric Naulleau se demande s'ils n'ont pas tous décidé d'aider le RN à parvenir au pouvoir.
Pour ces propos sur Jean Messiha, Dominique Sopo est mis en examen en mars 2021 pour « injure publique envers un particulier, à raison de son origine ou de son appartenance à une ethnie, une nation, une race ou une religion déterminée ». Il est renvoyé en correctionnelle pour les mêmes faits en février 2022.

## Publications
- SOS Antiracisme, éditeur Denoël, 2005Dominique Sopo s'en prend en termes vifs à ce qu'il présente comme les dérives de l'antiracisme. Il écrit au sujet de l'islamisme : « Pour cela, les islamistes savaient pouvoir compter en Europe sur un allié de poids : la mauvaise conscience post-coloniale. Le discours antiraciste fut alors dévoyé en prenant en compte cet élément majeur. Pour échapper à toutes critiques de leurs visées réactionnaires et de leurs stratégies d’influence, ces extrémistes entreprirent, en dénaturant profondément la philosophie et les mots de l’antiracisme, de dénoncer une “islamophobie” dont la moindre critique à leur égard aurait été le signe[25]. »
- La Grande Peur des belles âmes, Grasset, 2014